# B-52 (cocktail)

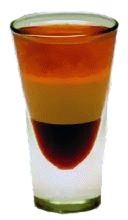
Een B-52 met drie verschillende lagen

Een B-52 (ook wel geschreven als B52) is een gelaagde cocktail die bestaat uit een koffielikeur, Baileys en triple sec (van 38% of hoger) op basis van sinaasappelschillen bijvoorbeeld Grand Marnier of Cointreau. Wanneer de cocktail correct wordt bereid, zijn de drie dranken niet gemengd waardoor er in het glas drie afzonderlijke lagen te zien zijn. Deze gelaagdheid wordt veroorzaakt door het verschil in dichtheid of soortelijke massa wat veroorzaakt wordt door de afwijkende suikergehaltes van de afzonderlijke ingrediënten.

## Naam
De naam van de cocktail verwijst naar de B-52 Stratofortress bommenwerper. Deze werd gebruikt in de Vietnamoorlog, veelal voor het afwerpen van brandbommen. De B-52 cocktail wordt vaak brandend geserveerd.

## Bereidingswijze
De traditionele bereidingswijze van de B-52 geschiedt in verschillende stappen. Normaal gesproken wordt ze geserveerd in een shotglaasje of sherryglas. Voor de brandende variant is een hittebestendig glas nodig. Allereerst wordt een koffielikeur als Tia Maria of Kahlúa in het glas geschonken. Vervolgens wordt zeer langzaam Baileys over een koude lepel of bierafschuimer op de eerste laag gegoten; hierbij moet worden opgepast dat de onderste laag niet in beweging wordt gebracht. Als laatste stap wordt al even voorzichtig Grand Marnier boven op de tweede laag gegoten.
Voor een brandende B-52 wordt de Grand Marnier deels vervangen door een donkere rum met een alcoholpercentage van 60% tot 80%. Dit hogere alcoholpercentage maakt ontbranding mogelijk. Ook wordt vaak gebruik gemaakt van Triple sec of Cointreau van 40%. Als er voorzichtig en nauwkeurig wordt geschonken kan deze ook worden aangestoken. Het glas wordt gevuld tot bovenaan de rand zodat het glas niet te warm wordt; dit zorgt wel voor een groter risico op knoeien. Om deze reden laat men het glas meestal op de rand van de bar staan. Wanneer de B-52 wordt aangestoken, wordt ze zo snel mogelijk door een rietje opgedronken. Aan de bar wordt er ook eerst een paar seconden gespoeld met de inhoud, goed doorgeslikt en diep geïnhaleerd door de mond, hierdoor smaakt deze cocktail nog zwaarder. Meestal onder begeleiding van de barman/vrouw in verband met brandgevaar. In sommige gevallen wordt de vlam gedoofd voordat men de cocktail opdrinkt.